# 马尔科·贝纳西
马尔科·贝纳西（義大利語：Marco Benassi，1994年9月8日—），是一名意大利足球运动员，司职中场。

## 俱乐部生涯
贝纳西在家乡球队摩德纳接受足球训练。2011年1月，他被租借到国际米兰青年队。半年后，国际米兰以18万欧元的价格签入贝纳西的一半所有权。2012年夏季，贝纳西加入国际米兰一线队，并在10月份和球队签订一份为期五年的合同。 2012年11月22日，他在欧联杯国际米兰对阵喀山红宝石的比赛首发出场，上演职业生涯首秀。2013年1月12日，他在国际米兰2比0击败佩斯卡拉的比赛再次得到首发机会，首次在意甲联赛登场。2013年2月21日，他在和罗马尼亚球队CFR克卢日的比赛中射进职业生涯首球。2013年7月9日，贝纳西被租借到意甲联赛升班马利沃诺锻炼。8月17日，他在意大利杯利沃诺0比1不敌锡耶纳的比赛出场，首次代表利沃诺亮相。2014年1月26日，他在对阵萨索洛的比赛中射进个人的首个意甲联赛进球。
2014年7月1日，意甲球队都灵签入贝纳西的一半所有权。
2017年8月9日，佛罗伦萨宣布与贝纳西签约，合同为期五年。